# Theodor Codreanu
Theodor Codreanu (n. 1 aprilie 1945, Sârbi, comuna Banca, județul Vaslui) este un critic și istoric literar, prozator, filosof al culturii și civilizației. Este cunoscut ca un reputat eminescolog, fiind laureat a trei premii naționale „Mihai Eminescu” pentru cel mai bun volum de exegeză eminesciană publicat într-un an. Este distins de Academia Română, Academia de Științe a Republicii Moldova și Președinția României. Din iunie 2022 este membru de onoare al Academiei de Științe a Republicii Moldova.

## Biografie
S-a născut la 1 aprilie 1945, în satul Sârbi din comuna Banca (azi în județul Vaslui). Părinții săi au fost Tinca, născută Gheorghiu, și Iordachi Codreanu, țăran fierar. În timpul celui de Al Doilea Război Mondial, tatăl, încorporat în trupele de geniu, se stinge din viață, în 1945, aflat la deminări, în Dobrogea (satul Cumpăna).
Copilăria și-a petrecut-o în satul natal, aflat pe malul râului Bârlad, în actuala comună Banca din județul Vaslui. Clasele primare le urmează în satul Sârbi (1952-1956), iar gimnaziul, la Unțești (Vaslui), între 1956-1959. După absolvirea Liceului „Mihai Eminescu” din Bârlad (1963), lucrează ca suplinitor în învățământ la Sârbi și apoi la Orgoești. În 1966 este numit director la Școala Generală din Orgoești. Urmează în același timp cursurile la „fără frecvență” ale Facultății de Filologie din cadrul Universității din Iași (1964-1970), susținându-și licența în 1970 cu teza „Critica eseistică a lui Mihai Ralea”.
Este transferat ca profesor la Dodești în 1973 și apoi la Liceul Agroindustrial din Huși în 1975. Lucrează în învățământ, desfășurând o bogată activitatea publicistică. Obține în anul 2001 doctoratul în filologie cu teza «Complexul Bacovia» și bacovianismul. În același an i se acordă titlul de Cetățean de Onoare al municipiului Huși.

## Activitatea literară
Primele încercări literare datează din clasa a VI-a, cu poezii și povestiri. În liceu, încearcă să scoată o revistă împreună cu colegul Laurențiu Șoitu, viitorul universitar de la Iași. Scrie epigrame, cuvinte încrucișate (cu care și debutează în ziarul „Vremea nouă” din Vaslui), apoi, primul eseu despre Eminescu, o încercare de roman polițist, încurajat fiind de eminentul profesor Constantin Parfene, și el devenit universitar ieșean. Este remarcat de Geo Dumitrescu, la poșta redacției din „Contemporanul” (9 februarie 1968), publicându-i-se aforismul kynic: Fii tare: nu da niciodată înapoi! Nici chiar când iei bani cu împrumut. Debutul în critica literară se va datora tot lui Geo Dumitrescu, în „România literară”, nr. 21/1969, cu articolul polemic Moștenire culturală sau… dezmoștenire? Ca prozator, debutul se produce cu Ozana, fragment din romanul Marele zid, în „Convorbiri literare”, nr. 4/1970, cu o prezentare a lui Ion Istrati. Editorial, debutează, prin concurs, în 1981, cu romanul Marele zid, la Editura Junimea din Iași. Câștigător la concurs (ediția 1980) fusese romanul Varvarienii, refuzat însă de cenzură, autorul fiind nevoit să-l înlocuiască cu un text „acceptabil”, datând din primii ani ai studenției. Colaborează, de-a lungul anilor, la publicațiile: „România literară”, „Convorbiri literare”, „Cronica”, „Ateneu”, „Tribuna”, „Steaua”, „Astra”, „Revista de istorie și teorie literară”, „Viața românească”, „Luceafărul”, „Tribuna școlii”, „Tribuna învățământului”, „Adevărul literar și artistic”, „Adevărul”, „Porto-Franco”, „Bucovina literară”, „Axioma”, „Poesis”, „Oglinda literară”, „Argeș”, „Pro Saeculum”, „Contemporanul. Ideea europeană”, „Dacia literară”, „Cetatea culturală”, „Însemnări ieșene”, „Feed back”, „Cronica veche”, „Sinteze”, „Noua revistă română”, „Vremea”, „Totuși iubirea”, „Revista nouă”, „Literatorul”, „Paradox”, „Salonul literar”, „Hyperion”, „Scriptor”, „Curtea de la Argeș”, „Axis Libri”, „Flacăra lui Adrian Păunescu” ș.a.; la publicații din Chișinău: „Nistru”, „Glasul națiunii”, „Basarabia”, „Columna”, „Literatura și arta”, „Viața Basarabiei”, „Limba română”, „Metaliteratură”; la publicații din S.U.A.: „Origini”, „Lumină Lină”, precum și la publicațiile locale: „Vremea nouă”, „Academia bârlădeană”, „Prutul”, „Baaadul literar”, „Bârladul”, „Jurnalul vasluian”, „Clepsidra”, „Est”, „Apollo” ș.a.
A publicat mai multe volume despre Mihai Eminescu printre care sunt de menționat Eminescu - dialectica stilului, Modelul ontologic eminescian, Dubla sacrificare a lui Eminescu, Mitul Eminescu și Eminescu în captivitatea «nebuniei», precum și peste o sută de studii și articole.

## Afilieri
- membru de onoare al Academiei de Științe a Republicii Moldova
- membru al Uniunii Scriitorilor, Filiala Iași
- cetățean de onoare al Municipiului Huși și al comunei Dumbrăveni, județul Suceava
- membru în Societatea Scriitorilor „C. Negri” din Galați
- membru în Academia Internațională „M. Eminescu” cu sediu la Calcutta și București
- membru în Centrul Academic Internațional „M. Eminescu” din Chișinău
- membru în Societatea „Junimea” din Iași
- membru de onoare al Academiei Bârlădene.

## Cărți publicate

### Romane
- 1981 - Marele zid, Editura Junimea, Iași
- 1998 - Varvarienii, Editura Porto-Franco, Galați și Editura „Detectiv literar”, 2016, ediția a II-a, revăzută

### Cărți despre Eminescu
- Eminescu - dialectica stilului, Ed. Cartea Românească, București, 1984, col. „Eseuri”
- Modelul ontologic eminescian, Ed. Porto-Franco, Galați, 1992, col. „Studii eminesciene”
- Dubla sacrificare a lui Eminescu, Ed. Macarie, Târgoviște, 1997; ediția a doua, revăzută și adăugită, Ed. Serafimus, Brașov, 1999, prefață de Zoe Dumitrescu-Bușulenga; ediția a treia, revăzută și adăugită, Ed. Civitas, Chișinău, 1999, cu o scrisoare-postfață de George Munteanu
- Controverse eminesciene, Ed. Viitorul românesc, București, 2000
- De ce a fost sacrificat Eminescu?, Ed. „Grigore Tăbăcaru”, Bacău, 2001
- Mitul Eminescu, Ed. Junimea, Iași, 2004, colecția Eminesciana
- Eminescu martor al adevărului, Ed. Scara, București, 2004
- Eminescu și mistica nebuniei, Editura Criterion Publishing, New York, 2010
- Eminescu în captivitatea «nebuniei», Ed. Universul, Chișinău, 2011 și Editura Tipo Moldova, 2013, ediția a II-a, revăzută și adăugită;
- Eminesciene, Iași, Editura Tipo Moldova, 2012
- Basarabia eminesciană, Iași, Editura Junimea, 2013, col. „Eminesciana”
- Eminescu „incorect politic” , București, Editura Scara, 2014, col. „Texte incorecte politic”
- Fragmente despre Eminescu, Editura Junimea, col. „Eminesciana”, Iași, 2017
- Basarabia eminesciană, Editura Ideea Europeană, București, 2018
- Hyperionice, Editura Junimea, Iași, 2019, col. „Eminesciana”
- Fragmentarium eminescologic, Editura Junimea, Iași, 2024, col. „Eminesciana”

### Eseuri, critică și istorie literară
- Provocarea valorilor, Ed. Porto-Franco, Galași, 1997
- Eseu despre Cezar Ivănescu, Ed. Macarie, Târgoviște, 1998
- Fragmentele lui Lamparia, Ed. Fundația „Scrisul românesc”, Craiova, 2002
- Complexul bacovian, Ed. Junimea, Iași, 2002, ed. a II-a, Ed. Litera Internațional, Chișinău-București, 2003
- Basarabia sau drama sfâșierii, Ed. Flux, Chișinău, 2003, ediția a II-a revăzută și adăugită, cu o prefață de Mihai Cimpoi, Ed. Scorpion, Gala-i, 2003, ediția a III-a, Ed. Pax aura mundi, Galați, 2004
- Caragiale – abisal, Ed. Augusta, Timișoara, 2003, ediția a II-a,  Editura Muzeului Literaturii Romane, 2014
- Duminica Mare a lui Grigore Vieru, Ed. Litera Internațional, Chișinău-București, 2004, cu o postfață de Mihai Cimpoi și Ed. Princeps Edit, Iași, 2010, ediția a II-a, revăzută și adăugită
- 60 de oglinzi, Ed. Sfera, Bârlad, 2005
- Mihail Diaconescu. Fenomenologia epică a istoriei românești (Ed. AGER – Economistul, București, 2005)
- Transmodernismul, Editura Junimea, Iași, 2005, col. „Studii transdisciplinare”, col. „Ananta. Studii transdisciplinare” și Editura Princeps Edit, 2011, ediția a II-a, revăzută și adăugită
- Numere în labirint, vol. I, Ed. Opera Magna, Iași, 2007
- Numere în labirint, vol. II, Ed. Opera Magna, Iași, 2008
- A doua schimbare la față, Ed. Princeps Edit, Iași, 2008, Editura Scara, Suceava, 2013, ediția a II-a, Editura Accent Print, Suceava, 2024, editia a III-a
- Istoria „canonică” a literaturii române, Ed. Princeps Edit, Iași, 2009
- Numere în labirint, vol. III, Ed. Opera Magna, Iași, 2009
- Polemici „incorecte politic” , Râmnicu-Sărat, Editura „Rafet”, 2010, Iași, Editura Ștefan Lupașcu”, 2011, col. „Radiografii: 21”
- Ion Barbu și spiritualitatea românească modernă - Ermetismul canonic, Ed. Curtea Veche, București, 2011
- Valori din două veacuri, Galați, Editura „Axis Libri”, 2012
- Cezar Ivănescu – transmodernul, Iași, Princeps Edit, 2012
- Mihai Cimpoi: de la mitopo(i)etică la critica ontologică, Iași, 2012, Târgoviște, 2016, ediția a II-a, revăzută și adăugită, col. „Critică și istorie literară”
- În oglinzile lui Victor Teleucă, Chișinău, Editura Universul, 2012; ediția a doua revăzută și adăugită, Editura eLiteratura, București, 2017
- Numere în labirint, vol. IV, București, Editura „Detectiv literar”, 2014
- Literatura română acasă, Editura Ideea Europeană, București, 2014
- Dialogurile unui „provincial” , București, Editura Scara, 2015
- Anamorfoze, Editura Scara, București, 2017
- Lumea românească în zece prozatori, Editura Contemporanul, București, 2017
- Scriitori vasluieni, Editura Tritonic, București, 2019
- Revizuiri critice, Editura Academiei Române, București, 2019
- Scriitori basarabeni, Editura Academiei Române, București, 2019
- Dumitru Radu Popescu – Istoria absurdoidă, Editura Tipo Moldova, Iași, 2020
- Europa în care putem crede, Editura Ideea Europeană, București, 2021
- Taborice, Editura Horeb, Huși, 2021
- Fragmentarium filosofico-teologic, Editura Academiei Române, București, 2021
- Ontoestetica lui Nicolae Breban, Editura Ideea Europeană, București, 2022
- Nicolae Dabija, în doua oglinzi critice, Editura Bibliotheca, Târgoviște, 2022
- România între Pamfil Șeicaru și Larry L. Watts, Editura Bibliotheca, Târgoviște, 2024
- Ion Barbu și ermetismul canonic, Editura Alpha, Iași, 2024
- C.D. Zeletin și poetica transparenței, ediție îngrijită de Lina Codreanu, Editura Sfera, Bârlad, 2025.
- Numere în labirint, vol. V, Editura Accent Prim, Suceava, 2025
- Numere în labirint, vol. VI, Editura Accent Prim, Suceava, 2025
- Basarabia în note jurnaliere, în pregătire.

### Lucrări publicate în colaborare
- Din lumina unui veac, Vaslui, 1989, coord., volum ocazionat de centenarul Gimnaziului „Anastasie Panu” din Huși, devenit, din 1918, Liceul „Cuza Vodă”
- Istoria Hușilor, Ed. Porto-Franco, Galați, 1995 - coordonator
- Plecat-am nouă din Vaslui, Vaslui, 1996 - vol. de epigrame
- Alma mater hussiensis Liceul „Cuza Vodă” din Huși la cea de a XC-a aniversare, Ed. „Ștefan Lupașcu”, Iași, 2008 – coordonator
- Antologia dell’aforisma romeno contemporaneo, aforisme traduse în italiană de Alina Breje, prefață de Fabrizio Caramagna, col. „Aforisticamente”, pp. 51-57, Torino, Genesi Editrice, 2013
- Aphorismes roumains d'aujourd'hui, coordonator - Ionuț Caragea, Editura Stellamaris, Franța, 2019
- Convorbiri cu Theodor Codreanu. Itinerare în miracolul eminescian, Elena Condrei și Theodor Codreanu, Editura Geea, Botoșani, 2019